# Cancer Campus
 (janvier 2015).
Cancer Campus est un « biocluster », parc de recherche et d’innovation dédié à la cancérologie et à la santé lancé en avril 2006. Il se développe à Villejuif (Val-de-Marne) autour de Gustave-Roussy.
L’objectif central de Cancer Campus est de permettre le développement et l’accueil d’entreprises et d’activités innovantes sur des thèmes pluridisciplinaires (médicament, imagerie, instrumentation et dispositifs médicaux, informatique, télémédecine…) au sein d’un environnement académique et clinique reconnu internationalement et en plein développement. Cancer Campus s’appuie notamment sur la stratégie volontariste d’excellence, d’innovation et de développement des partenariats de Gustave-Roussy.
Cancer Campus s’intègre dans la dynamique de la métropole parisienne et fait partie de la ZAC « Campus Grand Parc ». L’opération est intégrée dans la Vallée scientifique de la Bièvre, et est reconnue comme pôle métropolitain dédié à la santé entre Paris et Saclay. Elle est le projet phare du Contrat de développement territorial (CDT) « Campus, science et santé » et sera desservie par le Grand Paris Express (2020).
Reconnu par l’Europe et l'État[réf. nécessaire], Cancer Campus travaille et bénéficie du concours de nombreux partenaires : Gustave-Roussy et Gustave Roussy Transfert, l'Institut Curie, pôle de compétitivité Medicen, Assistance publique - Hôpitaux de Paris, Université Paris Sud, Agence régionale de santé d’Île-de-France, Chambre de commerce du Val-de-Marne, Agence régionale de développement, Caisse des dépôts, Incuballiance, Genopole…
Ses actions sont soutenues par la Direccte (direction régionale des entreprises, de la concurrence, de la consommation, du travail et de l’emploi) la région Île-de-France, le conseil départemental du Val-de-Marne, la communauté d’agglomération et la ville de Villejuif.
Conformément à la logique des pôles de compétitivité et au développement de l’économie de la connaissance, Cancer Campus est l’illustration que l’innovation en santé est un puissant moteur de croissance et d’emplois.

## L'association Cancer Campus
Depuis février 2007, Cancer Campus est porté et mis en œuvre par une association loi de 1901.

### Les membres
- Ville de Villejuif
- Conseil départemental du Val-de-Marne
- Communauté d'agglomération du Val de Bièvre
- Chambre de commerce et d'industrie du Val-de-Marne
- Assistance publique - Hôpitaux de Paris (AP-HP)
- Gustave-Roussy
- l'université Paris-Sud XI

### Les partenaires institutionnels
- Région Île-de-France
- Vallée scientifique de la Bièvre
- Agence de développement du Val-de-Marne
- Medicen Paris Région
- Institut national du cancer
- Caisse des dépôts et consignations
- Agence régionale de santé (ARS) Île-de-France
- État

### Les partenaires scientifiques, universitaires et économiques
- Incuballiance
- Genopole
- Paris Région-Entreprise
- Sup’Biotech
- LSLEAD

## Le projet Cancer Campus

### Le développement économique
Depuis 2007, l'action constante de Cancer Campus vise à créer, avec le biocluster, un environnement favorable aux entreprises en création et en croissance afin qu'elles puissent s'y implanter et se développer. Avec le soutien de ses partenaires, l'association soutient et accompagne la création et le développement d'entreprises en santé et oncologie.
En lien avec des partenaires tels que Genopole, Incuballiance ou encore Agoranov, le pôle économique de Cancer Campus accompagne des start-up et jeunes PME.
En 2011, la pépinière, hôtel d'entreprise, Villejuif Bio Park ouvre ses 7 500 m2 sur un site à proximité de Gustave-Roussy. En 2014, elle accueille treize PME et start-up.

### Le renforcement des interactions entre recherche - formation - entreprises
Un socle universitaire et scientifique de grande qualité est une condition indispensable au développement de l'innovation et de partenariats publics/privés. Il permet la mise en œuvre du concept « d’innovation ouverte » selon lequel les entreprises ont accès aux compétences académiques et cliniques de haut niveau qui leur sont nécessaires.
En commun avec Gustave-Roussy, Medicen et l'université Paris-Sud, Cancer Campus pilote des projets visant à améliorer l'accès des PME et plus grosses entreprises aux compétences de formations, recherche et plates-formes cliniques mutualisées présentes dans l'écosystème.

### L'aménagement du site
Cancer Campus se développe dans un large périmètre autour de Gustave-Roussy à Villejuif.
Les premières études ont montré que ce site est majeur et unique en Île-de-France : disponibilité d'un important foncier, présence d'un centre hospitalier et scientifique de premier plan, proximité de Paris, d'Orly et de grands centres académiques et hospitaliers.
Un schéma directeur d’aménagement a été réalisé (avril 2010) sous la responsabilité de la communauté d'agglomération de Val de Bièvre. Le périmètre de Cancer Campus a été identifié, ainsi que les conditions de construction et d’aménagement de bâtiments scientifiques et universitaires, de locaux pour les entreprises, pour les services et des logements.

#### La zone d'aménagement concerté (ZAC) Campus - Grand parc
Le lundi 26 septembre 2011, en présence de nombreux partenaires du projet (scientifiques, chefs d’entreprise, professionnels de santé…), de riverains et d’usagers des jardins familiaux de l'Épi d’Or et des Castors, les élus communautaires du Val de Bièvre ont voté à l’unanimité la création de la ZAC Cancer campus à Villejuif.
Nommée plus tard Campus Grand Parc, l’opération a pour objectif de développer un campus urbain à vocation internationale, centré sur la recherche et l’innovation dans le secteur de la santé et des biotechnologies, tout en offrant des conditions de vie adaptées aux besoins des habitants du territoire (logements, emplois, transports, cadre de vie, commerces, services) et aux salariés du site. Avec près de 80 ha (60 000 m2), la programmation retenue fait de Campus Grand Parc l’un des plus grands projets urbains à l'échelle de la métropole parisienne. Cette opération globale incluant le futur bioparc de Cancer Campus ainsi que des aménagements universitaires et scientifiques dont le pôle universitaire pluridisciplinaire de santé de l'université Paris-Sud est un outil au service du biocluster et de son rayonnement.
La station Villejuif - Gustave Roussy à l'interconnexion entre la future ligne 15 et la ligne 14 est située au pied de l'hôpital permettant une desserte en transport en commun aisée.

#### Le contrat de développement territorial "Campus Science et Santé"
Signé en octobre 2013, le contrat de développement territorial (CDT) "Campus Science et Santé" scelle un engagement partenarial sur les quinze prochaines années entre l'État, la Conférence territoriale de la Vallée scientifique de la Bièvre, et les collectivités. Il concerne huit villes (les sept villes de la communauté d'agglomération du Val de Bièvre et Bagneux) et s'inscrit dans le territoire de référence de la Vallée scientifique de la Bièvre.
Il porte sur les différents objectifs établit par les communes dans le Schéma de Développement Territorial en termes de logements, de services tout en s'appuyant sur les ambitions de l'État et l'arrivée du Grand Paris Express. La dimension science et santé prend une part importante dans les objectifs avec plusieurs gros projets sur le territoire.

### Le pôle citoyen
Le pôle citoyen a été créé pour répondre à la demande des collectivités locales d'accompagner le développement économique du campus par des actions innovantes portant sur la prévention, le dépistage et la prise en charge.
Le pôle s'est construit à partir de 2008 par des manifestations thématiques et des réflexions sur une "maison des usagers". dès 2009, la prise de conscience que la démocratie sanitaire pouvait être un projet politique pertinent au niveau national et local entama la préfiguration d'une plate-forme web.
La plate-forme CancerContribution est lancée en 2011 avec l'appui de la Ligue contre le Cancer. C'est aujourd'hui un outil à grande visibilité doté d'une forte légitimité dans l'expression de la voix des patients. Elle participe notamment aux avis du Plan Cancer 3 et entre en partenariat avec l'Agence Régionale de Santé en 2014.